# Hässleholms garnison
Hässleholms garnison var en garnison inom svenska Försvarsmakten som verkade i olika former åren 1907–2001. Garnisonen bestod av flera olika kasernetablissement på olika platser i Hässleholm.

## Historik

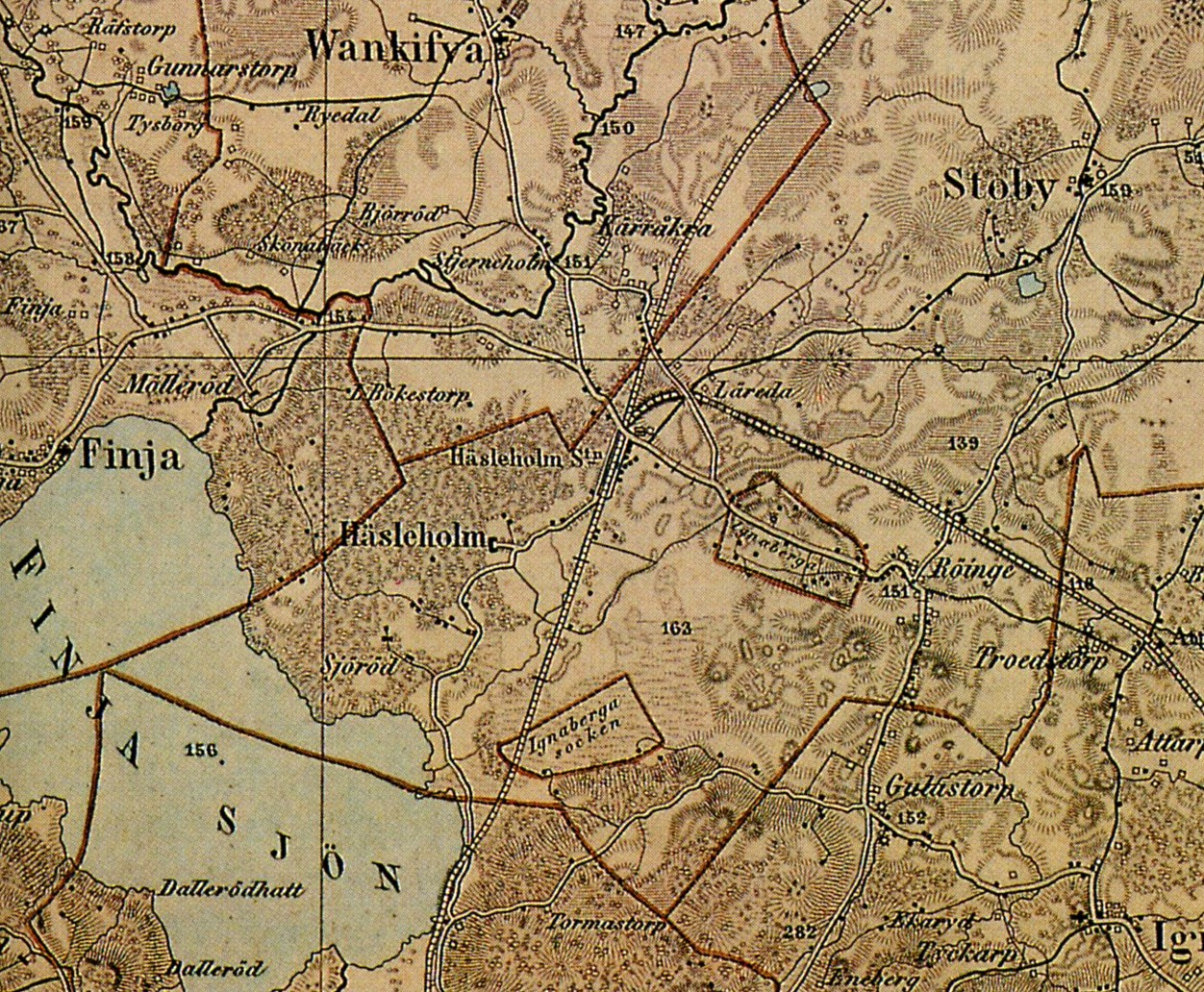
Utsnitt ur generalstabskartan, Södra delen nr 9 Finja, innan staden Hässleholm anlades.

Garnisonen tillkom 1907 genom att trängtrupperna kom till staden och kom senare att växa i sin storlek när pansartrupperna förlades till nordöstra sidan av Finjasjön. Garnisonen kom att avvecklas den 30 juni 2000 i samband med försvarsbeslutet 2000. Kvar inom garnisonen blev en militärdistriktsgrupp (MD-grupp) bestående av 14 yrkesofficerare samt fyra civilanställda varav delar med arbetsort Helsingborg, med ansvar för territoriell samverkan och med utbildning av hemvärnsförband samt stöd till de frivilliga försvarsorganisationerna. Genom försvarsbeslutet 2004 kom dock garnisonen den 30 juni 2005 att helt avvecklas. De två MD-grupperna i Skåne samlades då inom en grupp med placering i Revingehed vilket resulterade i att Försvarsmakten lämnade Hässleholm efter 98 år.

## Finjagatan
År 1903 beslöt krigsministern Jesper Crusebjörn att Skånska trängkåren skulle omlokaliseras från Kristianstad till det då okända stationssamhället Hässleholm. År 1907 stod kasernområdet färdigt, vilket hade uppförts efter 1901 års härordnings byggnadsprogram efter Fortifikationens typritningar för trängen. Arkitekt bakom etablissemanget var Erik Josephson vid Arméförvaltningen. Samma år förlades Skånska trängkåren (T 4) till Hässleholm. Området som kåren kom att disponera över omfattade cirka hundra byggnader samt en förplägnadsanstalt med havremagasin och magasinsbyggnader för livsmedel. Genom försvarsbeslutet 1982 kom trängtrupperna att helt lämna Finjagatan för att samlokaliseras med pansartrupperna på Garnisonsvägen. Området och kasernerna såldes till Hässleholms kommun. Kommunen har sedan dess omvandlat delar av området till en bland annat en grundskola med namnet T4-skolan. 

## Garnisonsvägen
Inför att det stod klart att Skånska kavalleriregementet (K 2) skulle ombildas till ett pansarförband påbörjades ett arbete om var detta förband skulle förläggas, ett av de sex olika alternativen var att två bataljoner ur regementet skulle gruppera inom det befintliga kasernområdet i Helsingborg och en bataljon i Riseberga. Dock så framförde chefen för försvarsstaben att ur krigsekonomisk och operativ synpunkt vore bättre med ett nytt etablissemang för förbandet i norra Skåne. Den 23 juni 1943 beslöt Riksdagen att förbandet skulle förläggas till Hässleholm. Etablissemanget som i Hässleholm kom att uppföras efter 1940 års militära byggnadsutredningstypritningar och omfattade då ca 100 byggnader och stod färdigt för inflyttning 1947.
Den 1 oktober 1947 var den stora flyttdagen för regementet, då det kl 10.00 avmarscherade från Helsingborg under ledning av major Folke Gärden. När regementet ankom till Hässleholm mötes det upp av ett hederskompani ur Trängkåren vid Finjagatan lett av kapten Bure Kinman, när regementet ankom till Stortorget kommenderade P 2:s regementschef "Givakt" och vände sig mot stadens myndighetspersoner och sade "Herr riksdagsman, stadsfullmäktiges ordförande! Jag har äran att annonsera Kungliga Skånska pansarregementets ankomst till Hässleholm!" Riksdagsman Lars Anton Björklund kontrade då med orden "Herr Överste! När P 2 idag rycker in i Hässleholm har vi stor anledning att hälsa er välkomnade till staden. Vi förstår väl att en del av er kanske känner sig lite dystra av att behöva flytta från Skånes vackraste stad till den karga Göingebygden. Men vi är övertygade om att ni efter någon tid ska trivas här. Ni har ett förnämligt regemente och ni mottas med välvilja av stadens befolkning. Mottag därför, Herr Överste, vår välkomsthälsning till Hässleholm". 
Under regementets tid i Hässleholm kom det inte att påverkas i någon större utsträckning av de olika försvarsbesluten förrän på 1980-talet, då det genom försvarsbeslutet 1982 bestämdes att Skånska trängregementet skulle samlokaliseras med Skånska dragonregementet på Garnisonsvägen. Trängregementet kom senare genom försvarsbeslutet 1988 att reduceras till en bataljon och uppgick som en del i Skånska dragonregementet. Vid försvarsbeslutet 1992 beslutades dock att trängbataljonen skulle avvecklas 1994 och att Wendes artilleriregemente (A 3) tillsammans med försvarsområdesstaben vid Norra skånska regementet (P 6), båda i Kristianstad, skulle lokaliseras senast 1994 till Hässleholm. År 1994 avskiljdes brigaden vid Skånska dragonregementet till ett självständigt förband och bildade ett kaderorganiserat krigsförband under namnet Skånska dragonbrigaden (PB 8). I samband med försvarsbeslutet 2000 kom hela garnisonen att avvecklas den 30 juni 2000. Från den 1 juli 2000 övergick verksamheten till en avvecklingsorganisation, vilken hade till uppgift att dels avveckla garnisonen, men även bereda för den militärdistriktsgrupp, Skånska dragongruppen, som bildades den 1 juli 2000. Avvecklingen av garnisonen var slutförd den 30 juni 2001. Kvar i Hässleholm blev Skånska dragongruppen.

Militärdistriktsgruppen kom dock i samband med försvarsbeslutet 2004 att avvecklas, då den gick samman med Södra skånska gruppen och bildade från och med den 1 juli 2005 Skånska gruppen, vilken lokaliserades till Revingehed. Detta var det definitiva slutet för Hässleholm som garnisonsstad. Det enda förband som finns i staden idag (2010) är Wendesbataljonen, som är en hemvärnsbataljon ingåendes i Skånska gruppen (SSK). De skånska dragonerna återfinns dock i Helsingborg, i form av hemvärnsbataljonen Skånska dragonbataljonen, som för regementets traditioner vidare.